# تسمم بالإيثيلين جلايكول
التسمم بالإيثيلين جلايكول هو تسمم ناتج عن شرب كميات كبيرة من الإيثيلين جلايكول. بالبداية قد تظهر على المريض اعراض مثل :الآلام والأوجاع في منطقة البطن والاستفراغ. تتطور فيما بعد لتصل إلى نقصان في مستوى الوعي والإدراك لدى الشخص ووجع الرأس ( الصداع الشديد ).وأحياناً قد يؤدي إلى الصرع. في حال استخدمه المريض لفترات طويلة يتسبب في الفشل الكلوي وفشل الدماغ كذلك.
كما ويذكر أنه سجلت بعض الحالات لأشخاص توفو بعد شربهم كميات قليلة من الإيثيلين جلايكول.
الإيثيلين جلايكول عديم اللون والرائحة حلو المذاق سائل يتكسر في الجسم ليعطي حمض الجليكوليك بالإضافة إلى حمض الأوليك. العلاج في مراحل مبكرة يعطي فرصة أكبر للشفاء ويعطى المريض علاجا مضاد للتسمم. وفي بعض الأحيان يعمل له غسيل كلى وبعض العلاجات الأخرى قد تكون بيكربونات الصوديوم، ثايمين، مغنيسوم.
حوالي أكثر من 500 حالة من التسمم تحدث في الولايات المتحدة الأمريكية كل عام وفي الغالب الرجال أكثر من النساء. وقد سجلت أول حالة وفاة عام 1930.

## الأعراض والعلامات
تندرج في ثلاث مراحل

### المرحلة الأولى
من 30 دقيقة - 12 ساعة وتشمل: خلل في الأعصاب وآلام وأوجاع في الجهاز الهضمي وتقريباً إلى حد ما تصبح مشابهة لتسمم الكحول
وأيضاً تظهر على المريض علامات مثل: الدوخة، خلل في حركة العين، صداع شديد ومن الممكن: الاستفراغ، والتقيؤ، والعطش الشديد والحاجة الشديدة للتبول.

### المرحلة الثانية
من 12 ساعة - 36 ساعة، وتشمل: تسارع في نبضات القلب، صعوبة في التنفس، ارتفاع ضغط الدم، تشنج العضلات. وإذا لم يعالج المريض من التسمم في هذه المرحلة فمن الشائع جدا وفاته.

### المرحلة الثالثة
أهم ما يحدث فيها الفشل الكلوي بسبب حصوات الكالسيوم اوكزاليت. كما يحدث فيها استفراغ وتقيؤ وغيبوبة وحالات اكتئاب شديدة وأحيانا لون أحمر في البول.

## العلاج
أهم نقطة في بداية العلاج من تسمم الإيثيلين جلايكول هي استقرار المريض.
ولأن الإيثيلين جلايكول معروف عنه بأنه سريع الامتصاص ويؤثر على عمليات الهضم فمن الممكن أن يتسبب في تلويث الجهاز الهضمي، لذلك يعطى المريض أدوية تعمل على إزالة تأثير الإيثيلين من الجهاز الهضمي، يتبع ذلك استخدام مضادات السمية ومن أمثلتها: الإيثانول والفومبزول.
سمية الإيثيلين جلايكول تكمن في عمليات الأيض وتحوليه إلى جلايكولك اسد واوليك اسد.
هدف العلاج الاساسي هو منع عملية الأيض تلك.
الايثانول، يعمل عن طريق تنافس الإيثيلين جلايكول والتحول إلى كحولات مفككة. كما يمنع تحول الإيثيلين جلايكول إلى جلايكو الدهايد.
الفمومبزول، يشبه عمل الإيثانول إلى حد ما الا انه يتميز بسرعة فاعليته كمضاد سمية أسرع من الايثانول، وكما يعتبر مضاد السمية الوحيد المعتمد من منظمة الغذاء والدواء. وأيضا من طرق العلاج اللجوء إلى عمليات غسيل الكلى.